# 自然共通語
自然共通語（羅馬化：koiné，直译 '共同的'），亦稱「共通語」、「折衷共同語」， 是指一種語言中的多個方言經過互相交流後，自然而然演化並且形成一種折中的共同語或通用語。
共通語和通用語有所不同。通用語通指不同語言的人群用於互相溝通的共同語（例如，英語是目前國際貿易中的通用語），而共通語則是指同一個語言中的多個方言，經過混合、交流、漸漸融合演化並且發展成一種共同語。例如，廈門話和臺灣話（兩個同為折衷共同語）都是由閩南語泉漳片的泉州話和漳州話方言混合在一起，透過「漳泉濫」逐漸形成，並且發展成「折衷共同語」。